# Kusmyran
Kusmyran är ett naturreservat i Vansbro kommun i Dalarnas län.
Området är naturskyddat sedan 1992 och är 5 hektar stort. Reservatet består av granskog och ett mindre kärr där det växer  tall, björk och klibbal.